# Ковжа (Вологодская область)

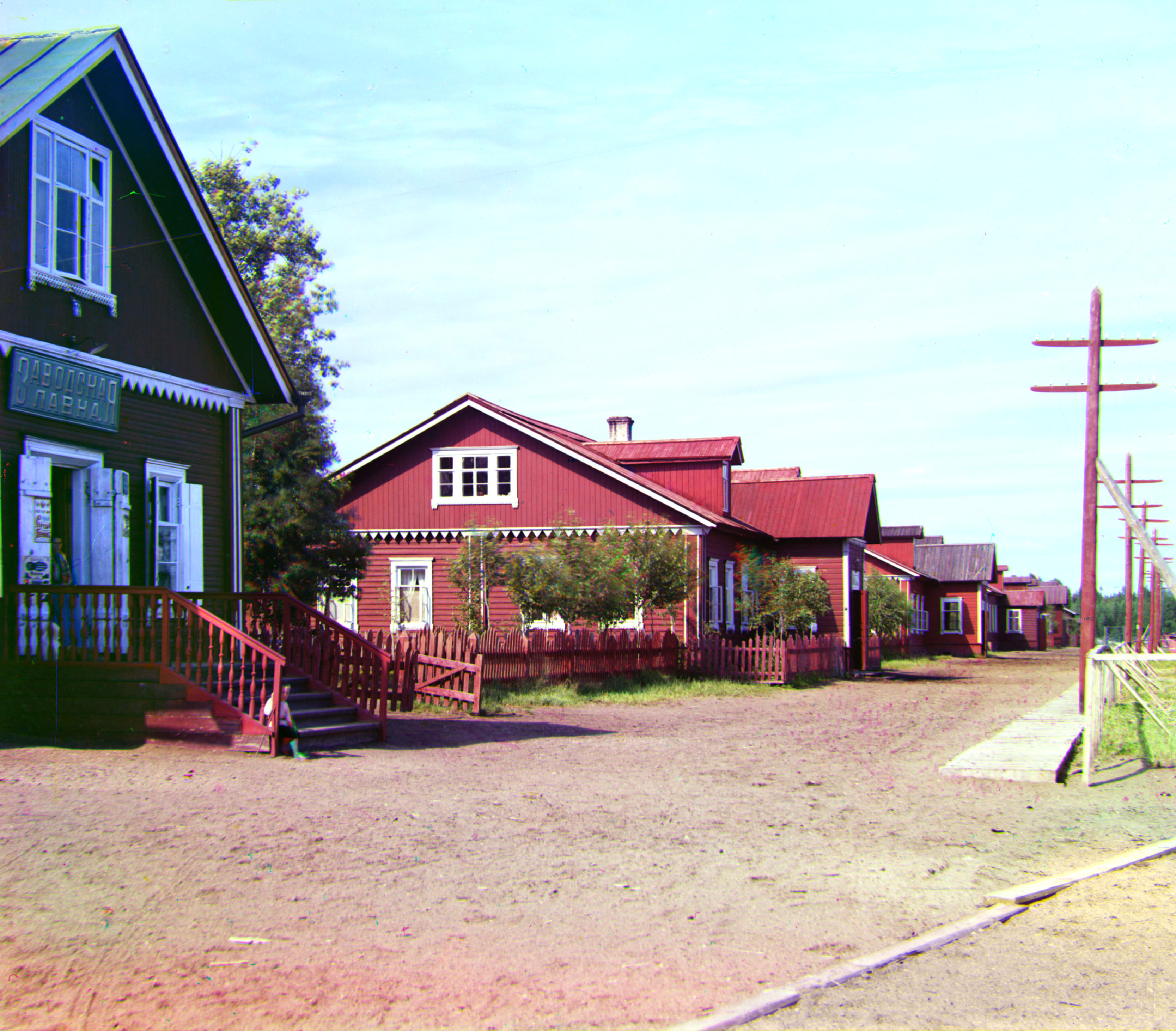
Жилые заводские постройки. Ковжа (Российская Империя). Фото: С. М. Прокудин-Горский. 1909 г.

Ковжа — местечко в Белозерском районе Вологодской области на островке у устья реки Ковжи.
Входит в состав Куностьского сельского поселения, с точки зрения административно-территориального деления — в Куностьский сельсовет.
Расстояние по автодороге до районного центра Белозерска — 50 км.
По данным переписи в 2002 году постоянного населения не было.

## Известные жители
- Капорулин, Константин Николаевич (1908—1989) — ректор Ленинградского СХИ (1959—1975), Заслуженный деятель науки и техники РСФСР.
- Костецкий, Глеб Николаевич (1924—2000) — капитан дальнего плавания, фотохудожник.
- Паисий (1837—1908) — епископ Туркестанский и Ташкентский (1902—1906).